# Chengdu J-20
El Chengdu J-20 és un prototip d'avió de combat de cinquena generació, amb dos motors desenvolupats per la Chengdu Aircraft Industry Corporation per a la Força Aèria de l'Exèrcit Popular d'Alliberament. A finals de 2010, el J-20 es va sotmetre a proves d'alta velocitat i va realitzar el seu primer vol l'11 de gener de 2011. El General He Weirong, comandant de la Força Aèria de l'Exèrcit Popular d'Alliberament, va dir el novembre de 2009 que espera que el J-20 entri en funcionament entre el 2017 i el 2019.

## Desenvolupament
El J-20 va ser un dels programes d'avió de combat furtiu amb el codi J-XX que va ser llançat a finals de 1990. Des de finals de 2010 se n'han construït dos prototips.
El 22 de desembre de 2010, el J-20 estava en proves de rodatge d'alta velocitat a l'Institut de Disseny d'Avions de Chengdu, encara que les proves de vol no es van confirmar. El 30 de desembre de 2010 es va informar que funcionaris d'alt nivell arribaven a les instal·lacions de Chengdu per presenciar el primer vol de prova. El J-20 va realitzar el seu primer vol, que va durar uns 20 minuts, l'11 de gener de 2011, escortat per un Chengdu J-10.

### Producció i possible exportació
Una agència de notícies russa especula que la Xina podria ser capaç de produir el J-20 amb un cost entre el 50% i el 80% inferior als caces de cinquena generació russos i nord-americans, i que els clients potencials poden incloure el Pakistan, l'Orient Mitjà, l'Amèrica Llatina, l'àsia Sud-oriental i els països més rics de l'Àfrica. Altres opinions van indicar que la Xina no pot ser capaç de fabricar tots els materials compostos avançats, productes d'aviònica ni els paquets de sensors, per la qual cosa hauria de recórrer a proveïdors estrangers. Bill Sweetman especula que la Xina tindrà problemes per complir els seus requisits de producció, ja que té diversos projectes de reactors de combat en producció.